# Жеребцов, Гелий Александрович
Ге́лий Алекса́ндрович Жеребцо́в (род. 17 сентября 1938, Тайшет) — советский и российский радиофизик, доктор физико-математических наук (1983), член-корреспондент АН СССР (1990), академик РАН (1997), иностранный член Китайской академии наук (2021).

## Биография
С 1956 по 1958 год — ученик электрослесаря, электрослесарь Тайшетского авторемонтно-механического завода.
C 1958 по 1963 год обучался в Иркутском государственном университете, с 1963 по 1964 год — инженер вычислительного центра ИГУ.
С 1964 по 1973 год — начальник Полярной магнитно-ионосферной станции СибИЗМИР СО АН СССР (Норильск, Красноярский край).
В 1973—1984 годах — заместитель директора по науке, с 1984 по 2010 год — директор СибИЗМИР СО АН СССР (в 1992 г. Институт переименован в ИСЗФ СО РАН). Председатель Иркутского научного центра СО РАН (1992—2002). С 2010 года — советник РАН.
С 1997 года — заведующий кафедрой «Космическая физика» Бурятского государственного университета (Улан-Удэ). С 1998 года — ректор «Международной Байкальской молодёжной научной школы по фундаментальной физике» (БШФФ). Заместитель губернатора Иркутской области по науке и научно-технической политике (1998—2000).
Председатель научного совета РАН по физике солнечно-земных связей (Совет «Солнце-Земля»), член бюро научного совета по «Распространению радиоволн». Содиректор Объединённого Российско-Китайского научного центра по космической погоде (ОНЦ-КП), координатор программы Президиума РАН по фундаментальным исследованиям РАН «Солнечная активность и физические процессы в системе Солнце-Земля».
В разное время входил в состав: Высшей аттестационной комиссии РФ, рабочих комиссий КОСПАР и УРСИ, Международной рабочей группы по радарным исследованиям; член Американского геофизического союза.

## Основные работы
- Высокоширотные геофизические явления и прогнозирование коротковолновых радиоканалов. М., 1987 (в соавт. с Д. В. Благовещенским);
- Физические процессы в полярной ионосфере. М., 1988 (в соавт. с Ю. Г. Мизуном и В. С. Мингалевым);
- Радиационный баланс атмосферы и климатические проявления солнечной переменности // Оптика атмосферы и океана. 2004. Т. 17, № 12 (в соавт.);
- Природа аномальных возмущений в гелиосфере и их геофизические проявления // Доклады Академии наук. 2004. Т. 394, № 5 (в соавт.);
- Модель воздействия солнечной активности на климатические характеристики тропосферы Земли // Оптика атмосферы и океана. 2005. Т. 18, № 12 (в соавт.).

## Награды и звания
- Орден «За заслуги перед Отечеством» II степени (3 марта 2022)[2]
- Орден «За заслуги перед Отечеством» III степени (11 октября 2009)[3]
- Орден «За заслуги перед Отечеством» IV степени (31 декабря 1997)
- Орден «Знак Почёта» (30 июня 1982)
- Медаль «За доблестный труд. В ознаменование 100-летия со дня рождения В. И. Ленина» (10 апреля 1970)
- Медаль «Ветеран труда» (10 августа 1987)
- орден «Дружбы» Республики Монголии (2010)
- Почётная грамота Президента Российской Федерации
- Почётная грамота Правительства Российской Федерации (28 мая 2007)
- Почётный гражданин Иркутской области (2004)
- Заслуженный деятель науки Республики Бурятия (1998)
- Заслуженный деятель науки и техники Монголии (1999)
- Почётный профессор Иркутского университета (1998)
- Медаль им. А. Л. Чижевского «За заслуги перед космонавтикой» (2000)
- Почётная грамота Российской академии наук (30 января 2024) — за многолетний добросовестный труд, большой вклад в развитие фундаментальной науки, подготовку научных кадров высшей квалификации и в связи с 75-летием академической науки Восточной Сибири